# Денисенко Станіслав Вікторович
Денисенко Станіслав Вікторович (30 серпня 1961 — †10 липня 1981) — учасник афганської війни

## Життєпис
Народився 30 серпня 1961 на залізничній станції Хвощівка, колишній Комунарський район Луганської області. Працював робітником Краснопільського шляхрембуду.
10 листопада 1979 призваний до лав Радянської Армії. З травня 1980 р. проходив службу в Афганістані у військово-десантних військах (в/ч п/п 48059).
10 липня 1981 поблизу населеного пункту Шалі провінції Кунар під час бою було поранено командира відділення. С. В. Денисенко прийняв командування відділенням на себе, особисто знищив чотирьох противників. У цьому бою С. В. Денисенко загинув.
Похований на кладовищі смт. Краснопілля Краснопільського району Сумської області.

## Нагороди
- орден Червоної Зірки (23.11.1981, посмертно)